# Mineraliniai vandenys
Mineraliniai vandenys ist ein litauisches Unternehmen. Die Tätigkeiten sind Import und Vertrieb von Alkohol- und Tabakwaren. Es gehört der Holding MG Baltic Trade. 2007 erzielte es einen Umsatz von 538 Mio. Litas (155,8 Mio. Euro). Es handelt mit Hennessy, Moet & Chandon, Camus, Metaxa, Absolut Vodka, Russian Standard, William Grant, Red Bull, Pepsi, Antinori und Baron Philippe de Rothschild.

## Unternehmen
- Polen: „MV Poland“ sp. z o.o.
- Lettland: SIA „MV Latvia“
- Estland: „MV Eesti“ OÜ